# فابيو روزا
فابيو روزا هو ناشط حقوق الإنسان ومهندس برازيلي، ولد في 1960.